# رحمان رضایی (کارگردان)
رحمان رضایی (زاده ۲۰ آذر ۱۳۳۳ در شهرضا) کارگردان، فیلم‌نامه‌نویس و تهیه‌کننده فیلم اهل ایران است.

## کارگردانی
| فیلم                   | سال ساخت | توضیحات                     |
| ---------------------- | -------- | --------------------------- |
| نیکان و بچه غول        | ۱۳۹۱     |                             |
| مسافری از رم           | ۱۳۸۸     |                             |
| این ترانه عاشقانه نیست | ۱۳۸۴     |                             |
| الهه زیگورات           | ۱۳۸۲     |                             |
| اتانازی                | ۱۳۸۰     |                             |
| دختران انتظار          | ۱۳۷۸     |                             |
| آقای شانس              | ۱۳۷۳     |                             |
| آوای دریا              | ۱۳۶۹     |                             |
| غریبه                  | ۱۳۶۶     |                             |
| مدار بسته              | ۱۳۶۴     | اولین فیلم در مقام کارگردان |

## نویسنده
| فیلم                   | سال ساخت | توضیحات                    |
| ---------------------- | -------- | -------------------------- |
| این ترانه عاشقانه نیست | ۱۳۸۴     |                            |
| مخترع ۲۰۰۱             | ۱۳۷۰     |                            |
| آوای دریا              | ۱۳۶۹     |                            |
| غریبه                  | ۱۳۶۶     |                            |
| مدار بسته              | ۱۳۶۴     | اولین فیلم در مقام نویسنده |

## تهیه‌کننده
| فیلم                   | سال ساخت | توضیحات                    |
| ---------------------- | -------- | -------------------------- |
| این ترانه عاشقانه نیست | ۱۳۸۴     |                            |
| الهه زیگورات           | ۱۳۸۲     |                            |
| دختران انتظار          | ۱۳۷۸     |                            |
| یاران                  | ۱۳۷۲     |                            |
| آوای دریا              | ۱۳۶۹     | اولین فیلم در مقام نویسنده |

## تدوین
- آقای شانس (۱۳۷۳)
- آوای دریا (۱۳۶۹)

## بازیگر
- دختران انتظار